# Валериос Стаис
Валериос Стаис (грч. Βαλέριος Στάης; Китера, 1857 — Атина, 1923) био је грчки археолог који је пронашао механизам са Антикитере из гомиле археолошког материјала пронађеног на олупини брода. Осим што га је пронашао, први је одгонетнуо његову сврху. Био је управник Археолошког музеја у Атини од 1887. до своје смрти. За то време је организовао многа археолошка ископавања, на пример у Епидаурусу, Арголиди, на Атици, Антикитери.